# Sárgás virágmolyfélék
A sárgás virágmolyfélék (Prodoxidae) családját a valódi lepkék alrendjének Heteroneura alrendágába soroljuk. A hagyományos felosztás szerint – amint erre nevük is utal – a molylepkék (Microlepidoptera) közé tartoznak.
Ez a palearktikus elterjedésű család közepes vagy nagyobb termetű molylepkéket foglal magába. Hazánkban hat fajukat azonosították. Hernyóik rövid és széles, nyitott, lapos zsákokban élnek.

## Rendszertani felosztásuk
A családot két alcsaládra és három további, alcsaládba nem sorolt nemre bontják:
- Lamproniinae alcsalád 4 nemmel:
  - Lampronia,
    - ribiszkemoly (Lampronia capitella Clerck, 1759) – Magyarországon alkalmi kártevő
    - málnarágó virágmoly (Lampronia corticella L., 1758 avagy L. rubiella Bjerkander, 1781) – málnásaink gyakori kártevője.
    - sárga fejű virágmoly (Lampronia flavimitrella Hb., 1817)
    - rózsarágó virágmoly virágmoly (Lampronia morosa Zeller, 1852)
    - hegyi virágmoly (Lampronia rupella Denis & Schiffermüller, 1775)
    - nyírfalakó virágmoly (Lampronia fuscatella Tengström, 1848)

  - Prodoxoides,
  - Tetragma,
  - Tridentaforma;
- Prodoxinae alcsalád 6 nemmel:
  - Agavenema;
  - Greya;
  - Mesepiola;
  - Parategeticula;
  - Prodoxus;
  - jukkamoly (Tegeticula).
- Alcsaládba nem sorolt nemek:
  - Charitopsycha
  - Setella;
  - Thelethia;